# Lac Barry (rivière Saint-Cyr Sud)
Pour les articles homonymes, voir Barry.
Le lac Barry est un plan d'eau douce, dans la partie Nord-Est du territoire de Senneterre (ville), dans la municipalité régionale de comté (MRC) de La Vallée-de-l'Or, dans la région administrative du Abitibi-Témiscamingue, dans la province de Québec, au Canada.
Le lac Barry constitue la tête de la rivière Saint-Cyr Sud (versant de la rivière Mégiscane coulant vers le Sud, et aussi la tête de la rivière Saint-Cyr (versant de la rivière Opawica) coulant vers le Nord.
Le lac Barry chevauche les cantons de Barry et de Bailly. La foresterie constitue la principale activité économique du secteur. Les activités récréotouristiques arrivent en second.
Le bassin versant du lac Barry est accessible grâce à une route forestière (sens Nord-Sud) sur le côté Est de la vallée de la rivière Saint-Cyr Sud ; en sus, autre route forestière (sens Est-Ouest) dessert la partie Nord de la Réserve de biodiversité du Lac Barry et relie vers l’Ouest la route R1015.
La surface du lac Barry est habituellement gelée du début novembre à la mi-mai, toutefois la circulation sécuritaire sur la glace se fait généralement de la mi-novembre à la mi-avril.

## Géographie
Le lac Barry comporte une longueur totale de 15,2 km, en quatre parties formant un croissant difforme ouvert vers le Sud. La surface de ce lac est une altitude : 392 m. Ce lac est entouré de zones de marais. Ce lac comporte une île d’une longueur de 1,6 km située en son centre près de son émissaire Nord, chevauchant les deux cantons.
Ce lac est alimenté par la décharge (venant du Sud) du lac Robertine.
L’embouchure du lac Barry est localisée sur la rive Sud de la partie Sud-Est du lac, soit à :
- 45,4 km au Nord de l’embouchure de la rivière Saint-Cyr Sud (confluence avec la rivière Mégiscane ;
- 44,7 km au Nord-Ouest d’une baie de la rive Ouest du réservoir Gouin ;
- 129,4 km au Nord-Est de l’embouchure de la rivière Mégiscane (confluence avec le lac Parent (Abitibi) ;
- 353 km au Sud-Est de l’embouchure de la rivière Nottaway (confluence avec la Baie de Rupert) ;
- 56,0 km au Nord-Est du centre du village de Obedjiwan ;
- 106 km à l’Est du centre du village de Lebel-sur-Quévillon[1].

Les principaux bassins versants voisins du lac Barry sont :
- côté nord : rivière Saint-Cyr, rivière Fortier, lac Father (lac Doda), lac Piquet, lac Doda ;
- côté est : rivière de l'Aigle (lac Doda), lac Lacroix, rivière Pascagama ;
- côté sud : rivière Saint-Cyr Sud, lac Bailly (rivière Saint-Cyr Sud), lac Canusio, rivière de l'Aigle (lac Doda) ;
- côté ouest : rivière Macho, lac aux Loutres, rivière au Panache.

## Toponymie
Dans ce secteur, le terme « Barry » est associé au canton et au lac.
Le toponyme "lac Barry" a été officialisé le 5 décembre 1968 par la Commission de toponymie du Québec, soit lors de sa création.